# Trochilus scitulus
Chim ruồi đuôi kéo mỏ đen (danh pháp hai phần: Trochilus scitulus) là một loài chim trong họ Chim ruồi, là loài bản địa ở Jamaica. Trong khi hầu hết các nhà nghiên cứu hiện nay coi đó là một loài riêng biệt, một số (bao gồm cả Liên minh nhà điểu cầm học Mỹ) tiếp tục xem xét nó cùng đặc điểm với Chim ruồi đuôi kéo mỏ đỏ.
Chim ruồi đuôi kéo mỏ đen ăn mật hoa bằng lưỡi dài và cũng bắt côn trùng bay.